# Jørl Kirke
Jørl Kirke er beliggende i landsbyen Jørl i Sydslesvig i den nordtyske delstat Slesvig-Holsten. Kirken er viet til Sankt Katharina. Jørl Kirke er sognekirke i Jørl Sogn.
Kirken er første gang nævnt 1240. Den er bygget af mursten på et fundmanet af kampesten. Det hvælvede kor er ved en rundbue adskilt fra kirkeskibet, der har bjælkeloft. Taget er af tegl. Våbenhuset er fra 1756. To vinduer på nordsiden er tilmuret. Tårnet kom først til i 1914, før var der en klokkestabel af træ. Prædikestolen af eg er fra 1635. Relieffer på stolen illustrerer syndefaldet, bebudelsen, Jesu fødsel, de hellige tre konger, dåben og korsfæstelsen. Ifølge legenden skal prædikestolen være overført fra en af de ved den anden store manddrukning 1634 oversvømmede kirker på øen Strand. Altertavlen i rokoko er fra 1773. I midterfeltet skildres korsfæstelsen. Kirkens pulpitur i barok stil viser fem scener fra Jesu liv samt profeterne og apostlene. Det romanske korbuekrucifikset af eg er fra opførelsestiden omkring 1240. Pulpituret ved nordsiden er bemalet med bibelske billeder og billeder af profeterne og apostlene.
Kirken er beliggende i Lille Jørl, hvor flere åløb fløder sammen. Ifølge sagnet kunne Jørl-boerne ikke blive enige om, hvor kirken skulle ligge. Derfor slap de en aften to sammenbundne okser løs og hvor de blev fundet næste morgen, blev kirken bygget (sml. samme sagn ved Oksenvad eller Seem Kirke). I en anden version blev kirken bygget, hvor den ene lå og præstegården, hvor den anden lå - for at forklare, hvorfor kirken og præstegården lå på Jerrisbækkens (Jersbækkens) modsatte bredder.
Kirkesproget i sognet var i årene før 1864 blandet dansk-tysk. Eggebæk og Jørl danner et fælles menighed, som hører under den nordtyske lutherske kirke.